# 毛德皇后灣

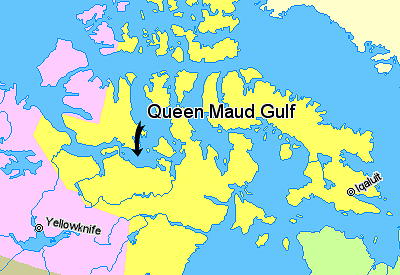

毛德皇后灣是加拿大的海灣，位於北冰洋海域，由努納武特負責管轄，北臨維多利亞海峽，東接辛普森海峽，西毗劍橋灣，長290公里、寬80至135公里。